# Mère migrante

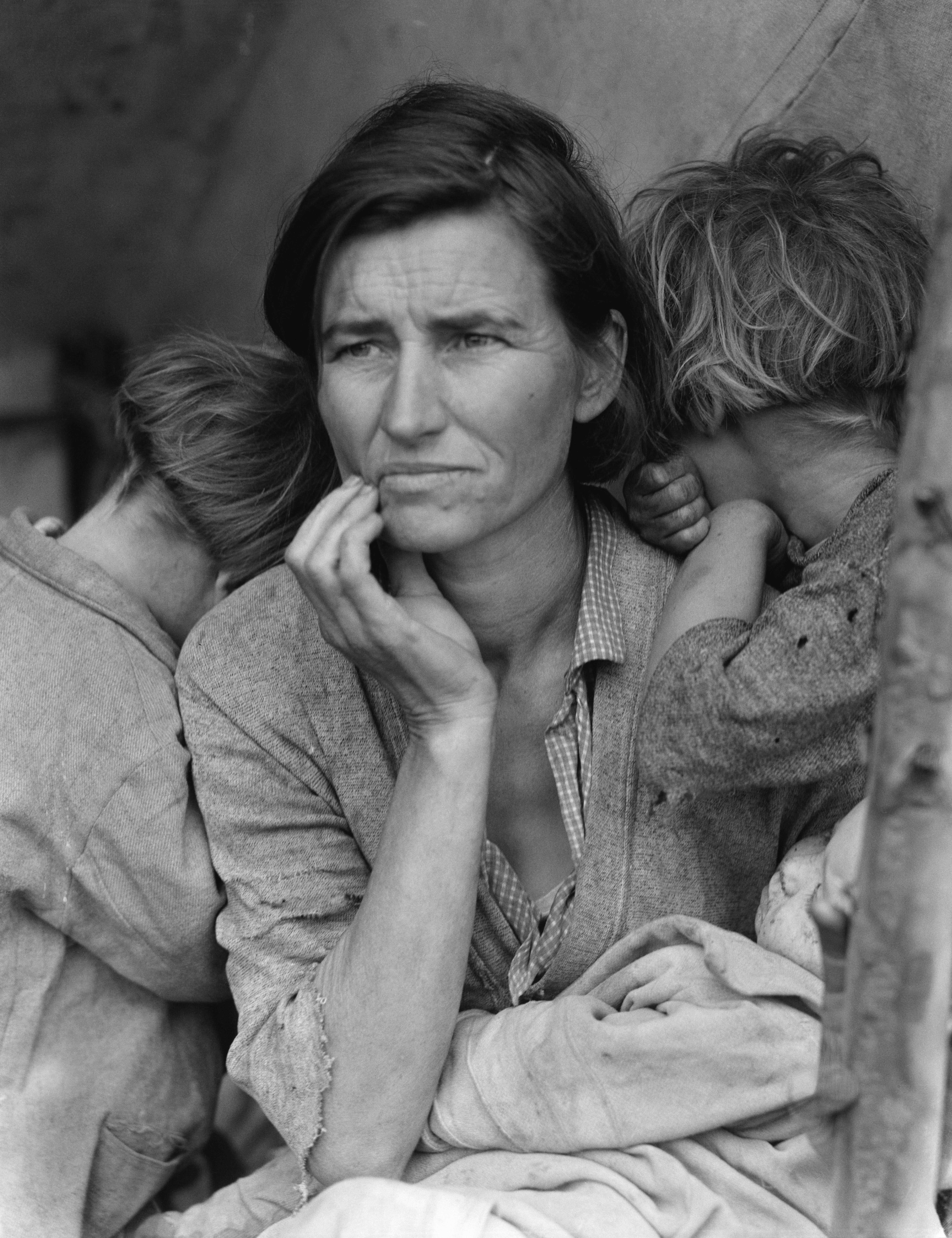
Dorothea Lange, Mère migrante (Migrant Mother), 1936.

Mère migrante, Migrant Mother en anglais, est la photographie la plus célèbre de Dorothea Lange et une des plus connues du programme de la Farm Security Administration (FSA). Cette image, prise avec cinq autres clichés en février 1936, représentant Florence Owens Thompson et ses enfants, est devenue le symbole de la Grande Dépression aux États-Unis.
Dorothea Lange est une photographe indépendante qui avait conclu un contrat pluriannuel au bénéfice de sa propre petite entreprise californienne avec le service de la propagande gouvernementale afin de promouvoir le New Deal du président Franklin Delano Roosevelt.

## Histoire d’une photo
Dorothea Lange a pris cette photo en 1936, alors qu’elle était employée par le programme du gouvernement américain Farm Security Administration (FSA), mis en place pendant la Grande Dépression pour sensibiliser la population sur les agriculteurs appauvris et leur venir en aide. La photographie de cette travailleuse itinérante a été publiée dans plusieurs revues et journaux, y compris le New York Times du 9 juillet 1936. La photo réduite à l'aérographe à l'image de la jeune femme par un éditeur peu scrupuleux fut à nouveau publiée le 10 août 1936, dans le même journal, avec un commentaire erroné. Un brillant propagandiste, Roy E. Stryker, responsable de la R.A. / F.S.A., tentait d'éveiller la compassion du public en privilégiant l'investigation photographique. Cette photographie fut retenue par lui pour exprimer l'intérêt que portait le gouvernement fédéral aux fermiers ruinés. C'est à l'accumulation de telles images que l'enquête de la F.S.A. doit toute sa force.
Ce 6 mars 1936, en parcourant la Route 101 longeant la côte californienne en direction de Watsonville, Dorothea Lange revient fatiguée d'une moisson photographique dans le cadre de la mission pour laquelle elle a été mandatée par la FSA. Le coffre de son automobile est chargé de matériel et de pellicules faisant le portrait de travailleurs pauvres ou de saisonniers des champs. Elle estime avoir rempli sa banale journée de collecte en solitaire, lorsqu'à Nipomo elle dépasse un panneau indiquant un camp de ramasseurs de petits pois. Peu après, elle observe près d'une voiture abandonnée un campement de fortune qui attire son attention : une femme avec deux petits enfants et une fille plus grande sous un abri de toile sommaire. Il lui semble que la femme assise allaite un bébé et qu'elle scrute avec anxiété la route. Mais la photographe poursuit son chemin, soucieuse de rentrer avant la nuit vers son domicile à San Francisco. Pendant une dizaine de kilomètres, elle hésite toutefois, hantée par ce visage et se demande si elle ne devrait pas faire demi-tour pour terminer un lot de pellicules juste avant le crépuscule. Elle finit par se raviser et repart vers Nipomo pour conclure sa journée avec une dernière série de portraits.
Dorothea Lange descend de voiture, salue respectueusement à distance la grande fille et la femme au bébé avec les deux enfants, qui, se pressant apeurés contre leur mère, cachent leurs figures. Elle se présente officiellement, propose une aide qui est déclinée et demande prudemment l'autorisation de faire quelques prises de vue. La photographe s'approche du groupe surpris de cette proposition, parle doucement pour convaincre la mère. Elle accepte. La photographe explique la manière dont elle va réaliser les clichés, demande à la femme son identité et son âge. Il s'agit de Florence Owens Thompson, 32 ans, mère de famille qui attend son compagnon et des proches parents partis chercher un véhicule de dépannage ou une voiture à emprunter dans la petite ville proche où la famille réside. Après avoir pris des notes et avoir expliqué la procédure au petit groupe, Dorothea Lange les invite à garder différentes poses, en particulier celles qu'elle a observées auparavant, à son passage en voiture ou au moment de son arrivée. Elle prend alors six clichés en s'approchant graduellement. Elle les remercie, leur souhaite une bonne soirée et s'esquive. Le processus qui livrera six portraits a duré dix minutes,. 

## Les cinq autres photographies
Lange prendra six photos ce jour-là, la dernière étant la fameuse Migrant Mother.
Les personnes présentes sur la première image sont (de gauche à droite) : sur la chaise à bascule, Viola, 14 ans ; debout dans la tente, Ruby, 5 ans ; assise sur la caisse, Katherine, 4 ans ; Florence, 32 ans, et Norma, 1 an, dans les bras de Florence. La cinquième image sera utilisée par les journaux dès le lendemain pour illustrer le sujet dédié aux migrants démunis et affamés.

## Polémiques

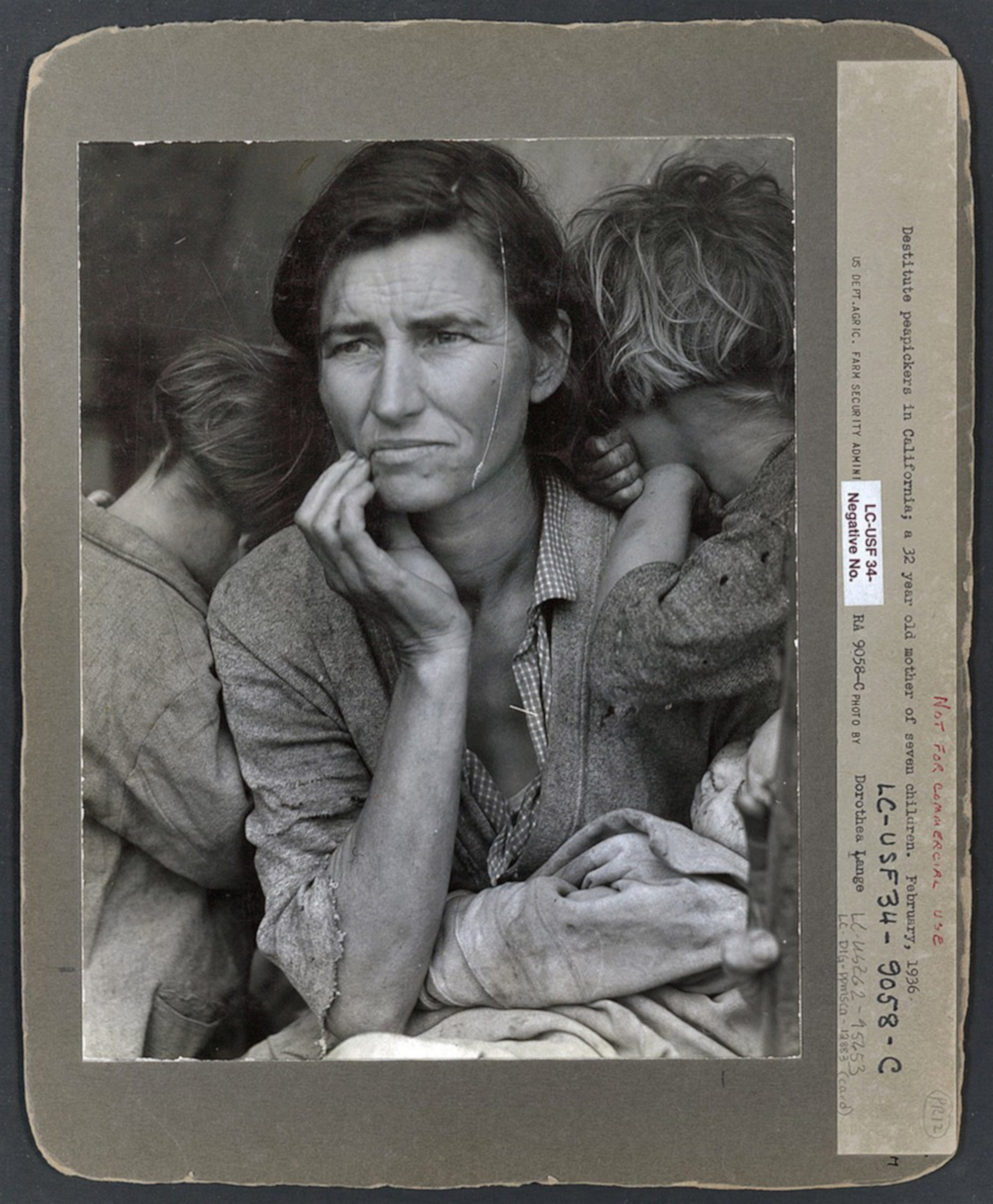
Cliché original avant retouches de « Migrant Mother» (pouce en bas à droite, graminée dans les cheveux).

De nombreux photographes ont failli passer à la postérité comme les auteurs d'une seule photographie ; ce fut le cas de Robert Capa, avec son soldat espagnol s'effondrant en plein assaut tué par une balle, Mort d'un soldat républicain, mais aussi de Dorothea Lange avec sa Mère migrante (Migrant Mother).
De nombreux détails concernant la prise de cette photographie ont été recueillis et des polémiques sont nées. Dorothea Lange qui, avant sa mort, n'en finissait pas de raconter ou corriger l'histoire de son célèbre cliché, regrettait ouvertement de l'avoir pris, car, hormis une célébrité mondiale constituant à certains égards une charge, il ne lui avait rien rapporté.
Selon Lange, qui n'a jamais questionné la femme sur sa condition exacte, ce groupe abandonné ne pouvait partir car ils avaient vendu les pneus de leur voiture afin de se procurer de quoi manger, détail qui se serait révélé inexact selon les souvenirs de la fille des Thompson dans les années 1970 : la voiture était tombée en panne (elle s'est juste arrêtée avec sa famille le temps de faire réparer sa voiture dans le camp de Nipomo). Présentée comme une Américaine blanche, Florence Owens Thompson serait en fait d'ascendance cherokee, née Florence Leona Christie en 1903 « dans un tipi » dans le Territoire indien (aujourd'hui en Oklahoma).
On a aussi affirmé que le mari était mort depuis quatre ans, laissant une veuve avec six enfants à sa charge, lesquels se nourrissaient alors comme ils le pouvaient. Enfin, des critiques ont dénoncé une histoire prétendument montée de toutes pièces, faite dans le but de sensibiliser à la misère et d'assurer la propagande gouvernementale. 
Ce qui est certain, c'est qu'en plus d'apporter à Dorothea Lange une célébrité qu'elle jugeait agaçante, cette photo a conféré à Florence Owens Thompson un statut de pauvresse mère de nombreux enfants, dégradant socialement. La publication et le succès du cliché le plus réussi avaient transformé un éphémère moment d'attente, dans une période certes non dépourvue d'anxiété et d'inquiétudes, en image emblématique du destin de l'humanité appauvrie par la crise : une femme au regard angoissé, deux enfants blottis frileusement contre elle, un bébé allongé à l'impassible innocence.

## Héritage
En 2003, le magazine Life a listé la photo Migrant Mother parmi les « 100 photographies qui ont changé le monde ».